# Richard Peterkin
Richard Peterkin (né le 18 avril 1948) est un dirigeant sportif de Sainte-Lucie, membre du Comité international olympique depuis 2009.